# Église Saint-Brice de Falck
Pour les articles homonymes, voir église Saint-Brice.
L’église Saint-Brice se situe dans la commune française de Falck, au cœur de la région naturelle franco-allemande du Warndt. Elle est désaffectée après la construction d'une nouvelle église de style contemporain en 1951, l'église du Christ-Roi.

## Histoire

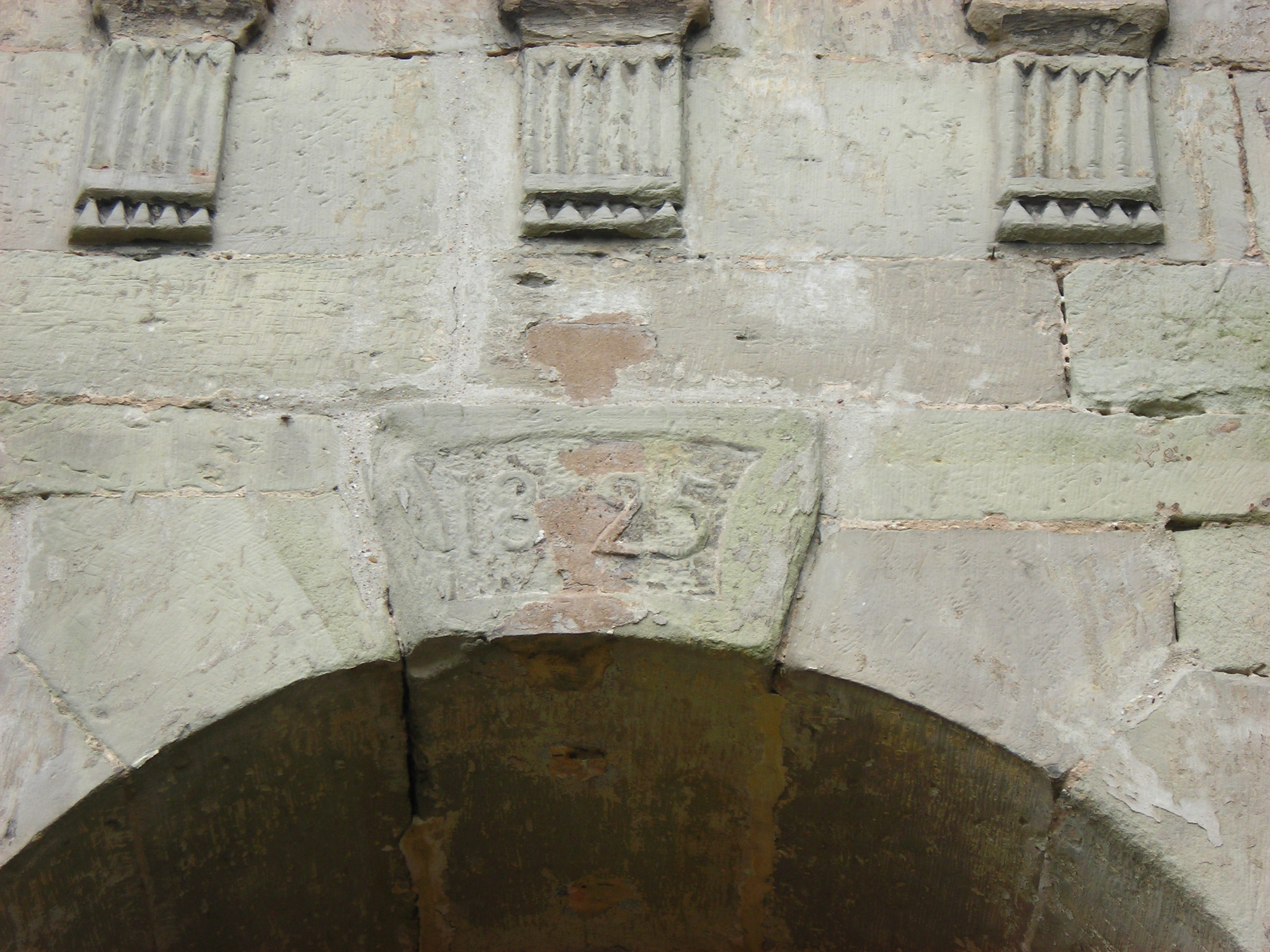
Le tympan

### L'église Saint-Brice
Une première église paroissiale, dédiée à saint Brice de Tours, est érigée en 1752. Surplombant tout le village du haut de son promontoire, elle subit des transformations en 1825, comme le confirme la date portée sur le tympan de la tour-clocher.

### L'église du Christ-Roi
Quelques décennies plus tard, l'église Saint-Brice est désaffectée par suite de la construction d'un nouvel édifice en 1951. Celui-ci, placé sous l'invocation du Christ-Roi, est situé à l'entrée de la cité lorsque l'on arrive du village, et n'est distant que de quelques centaines de mètres de l'église Saint-Brice.

## Photographies

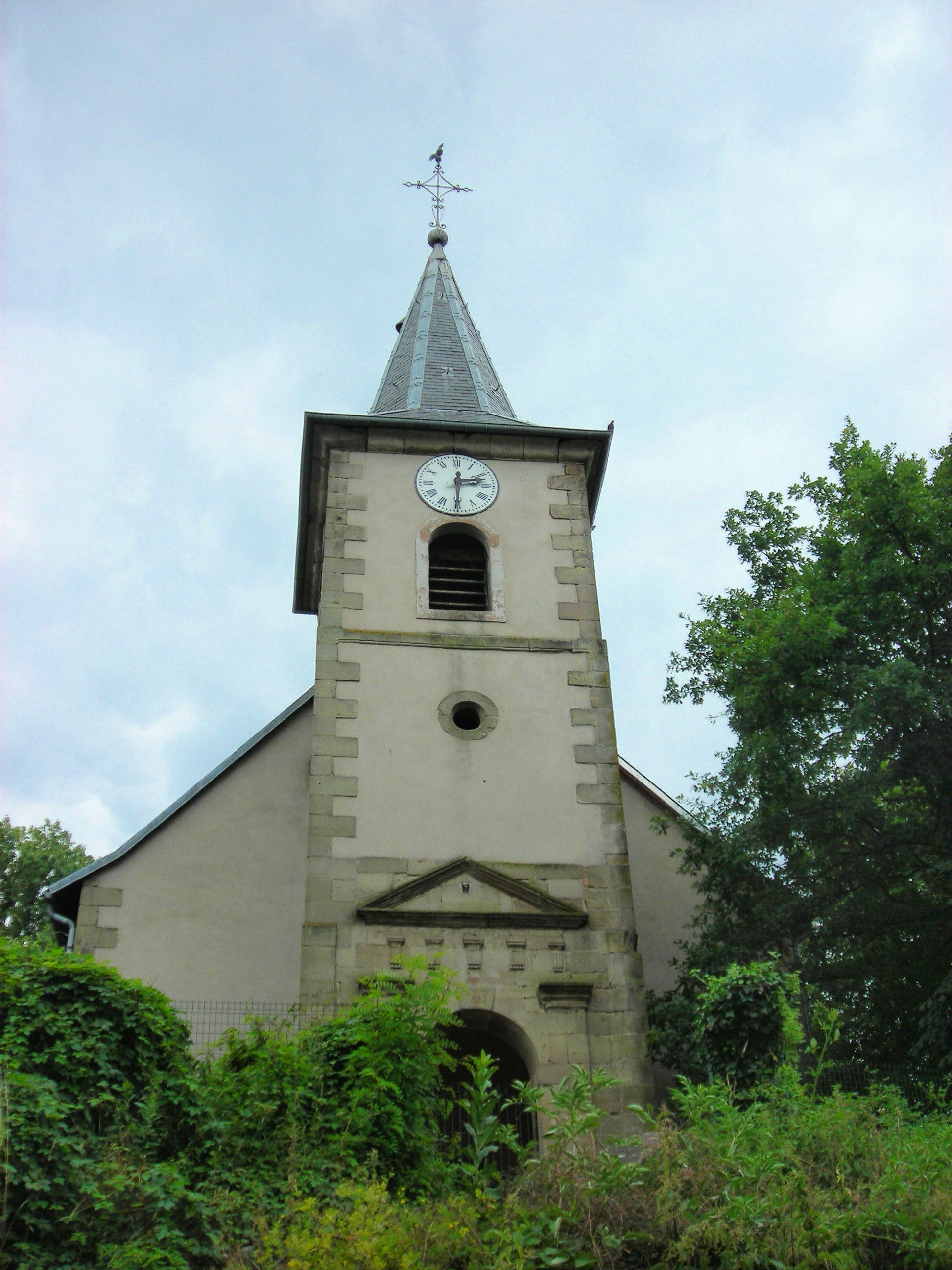
Façade du clocher
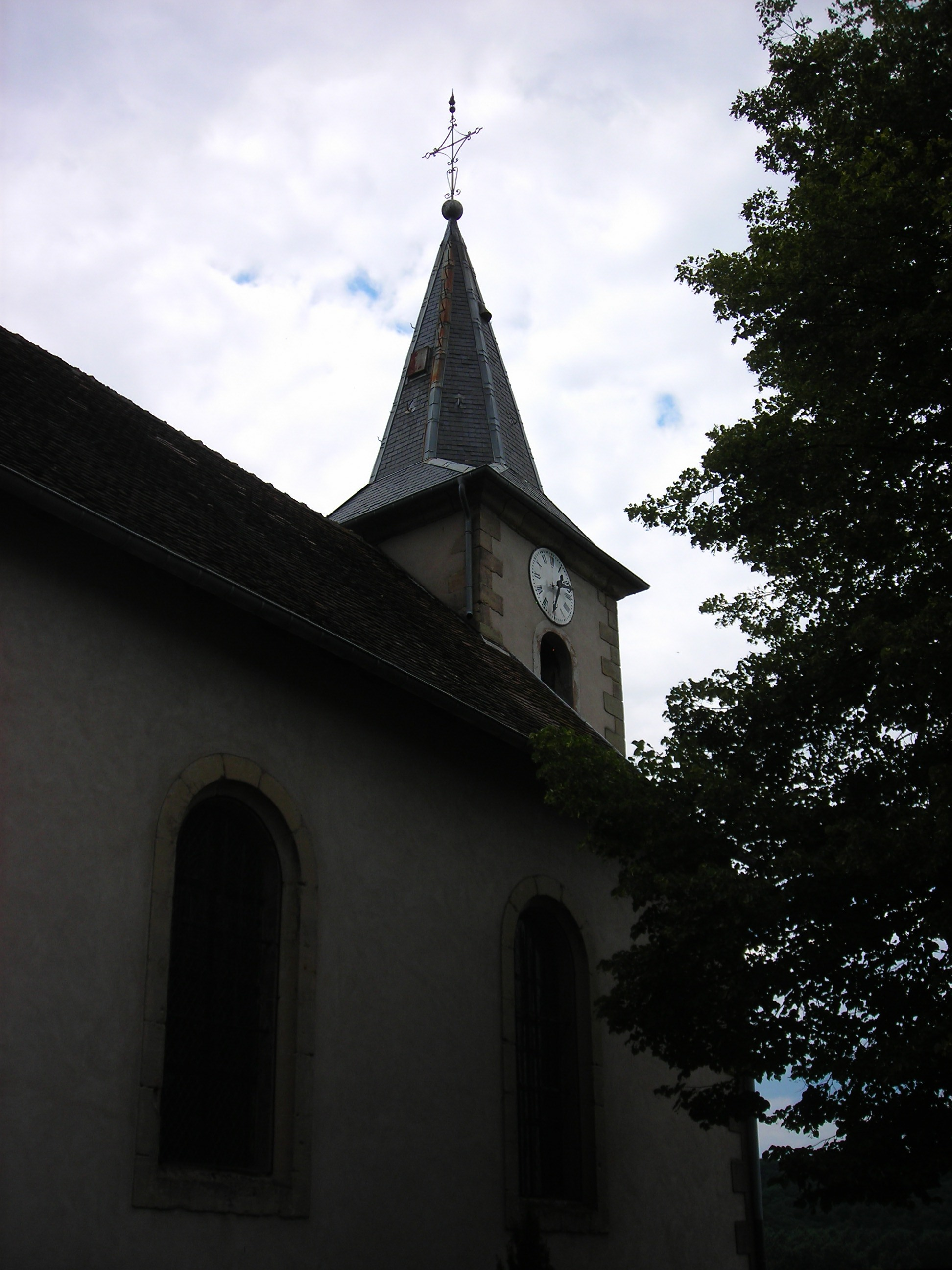
Le clocher
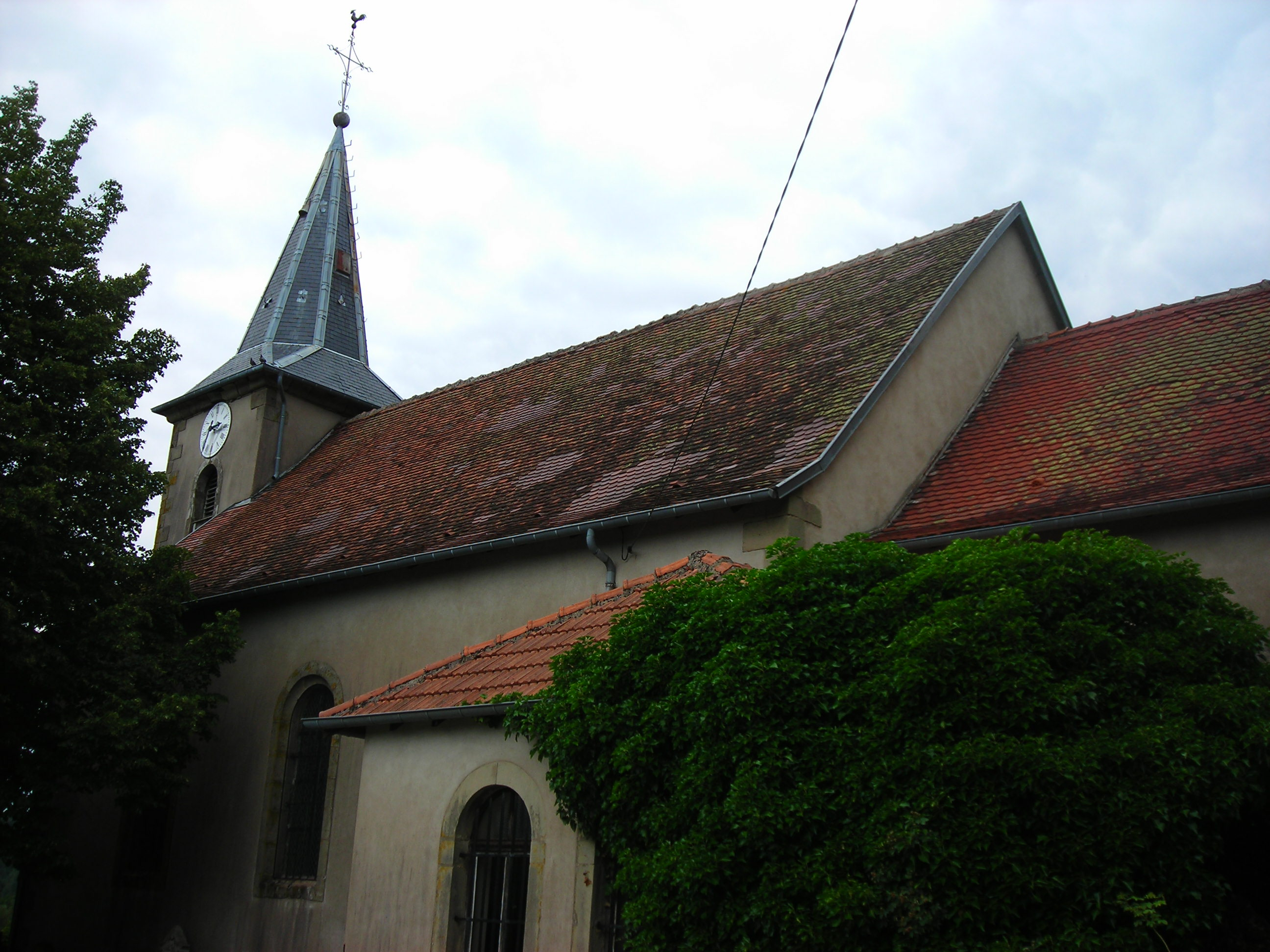
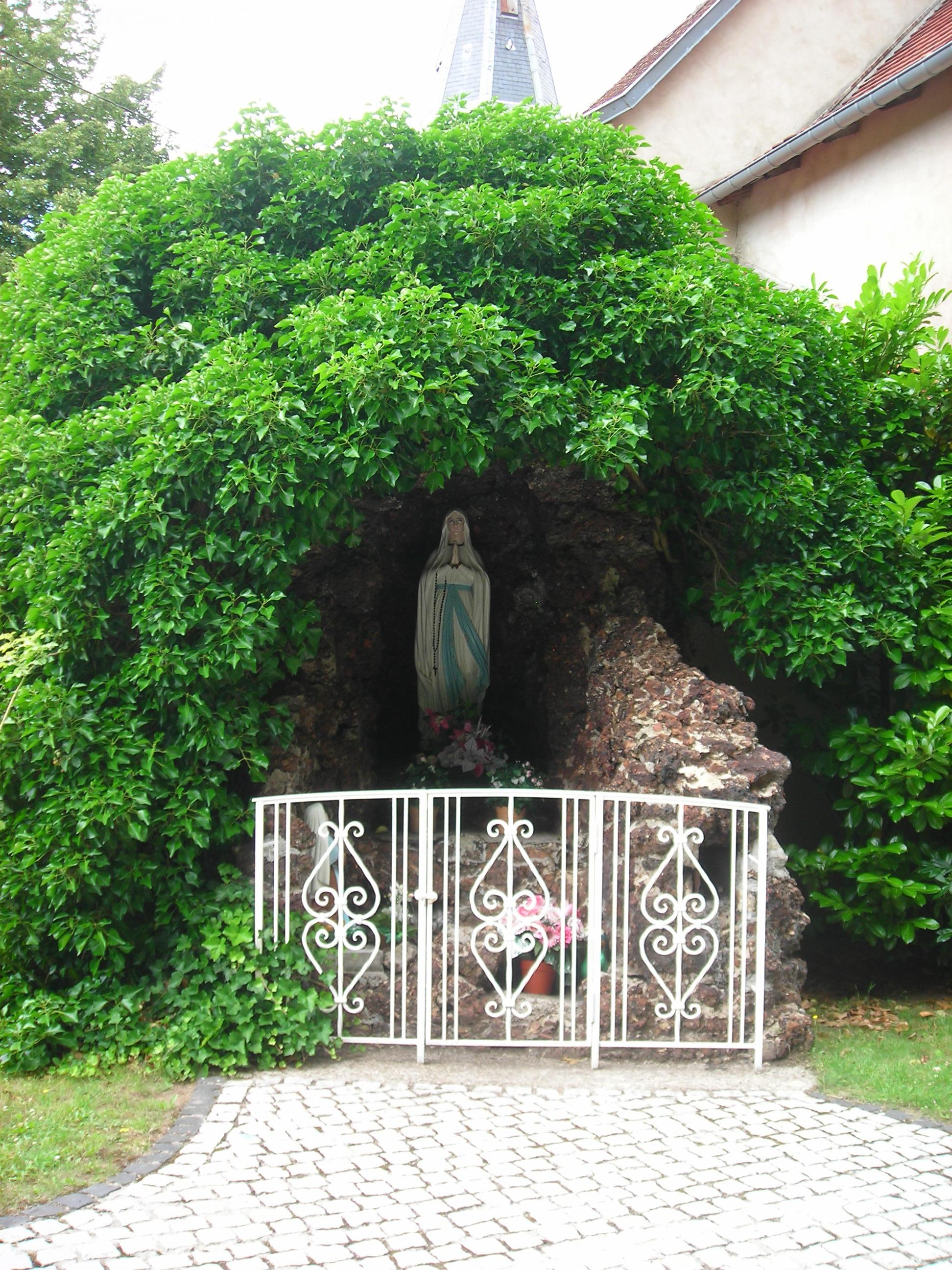
Grotte de Lourdes derrière l'église

### Anciennes tombes
Lors d'un aménagement récent, les pierres tombales de l'ancien cimetière entourant l'église ont été conservées et disposées dans un jardin paysager pour les plus importantes et apposées contre les murs de la nef pour les plus modestes.

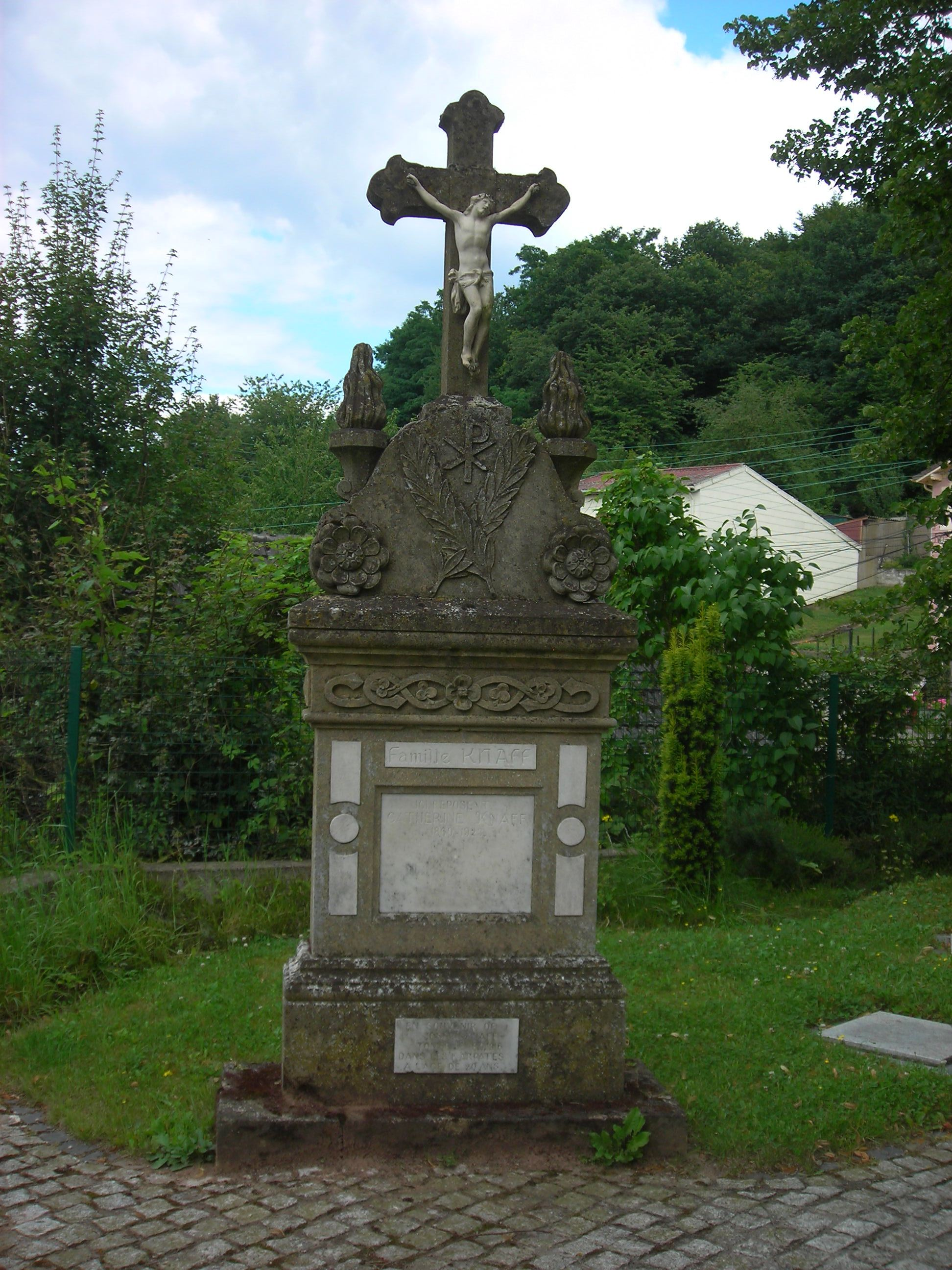
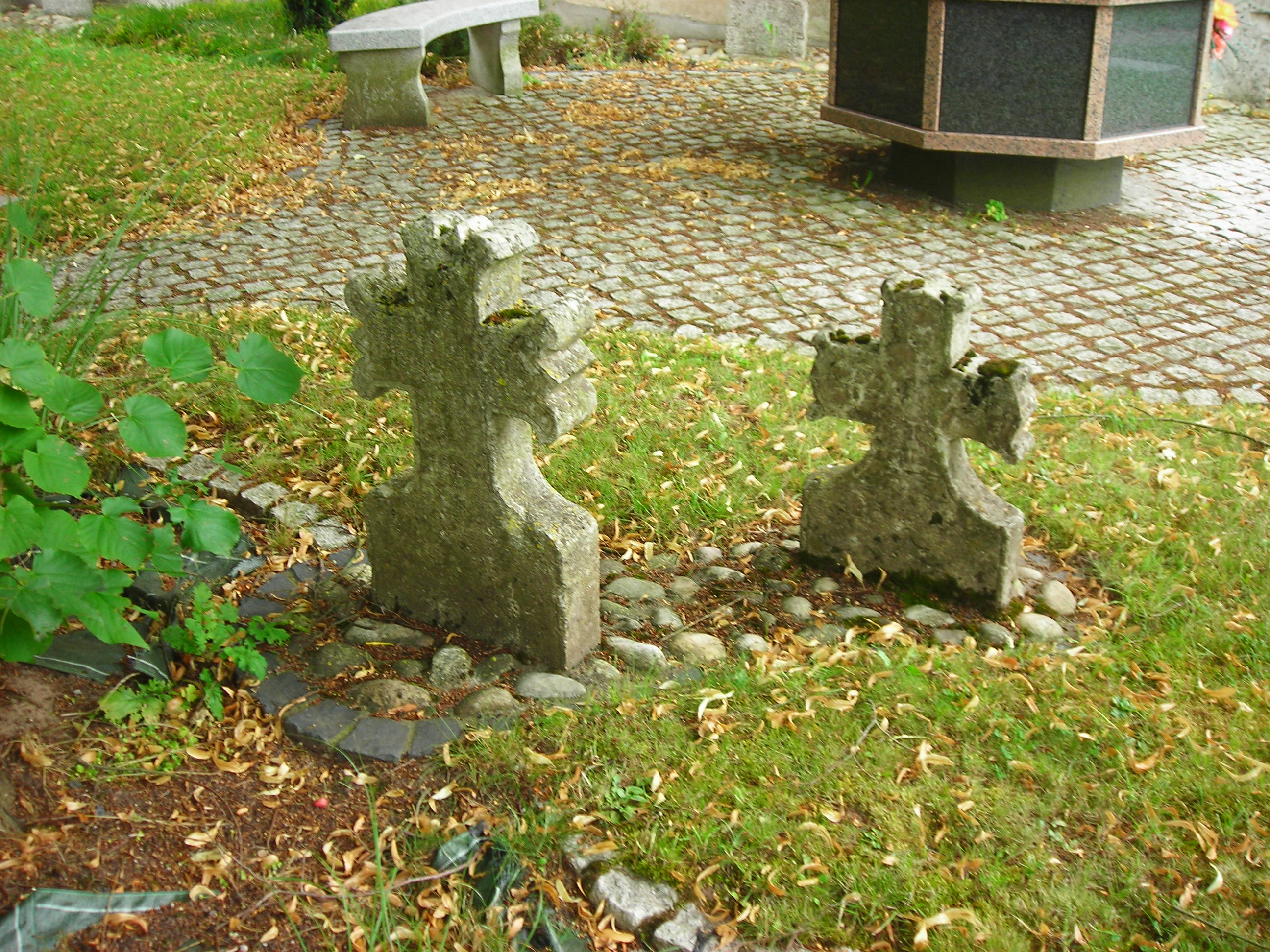
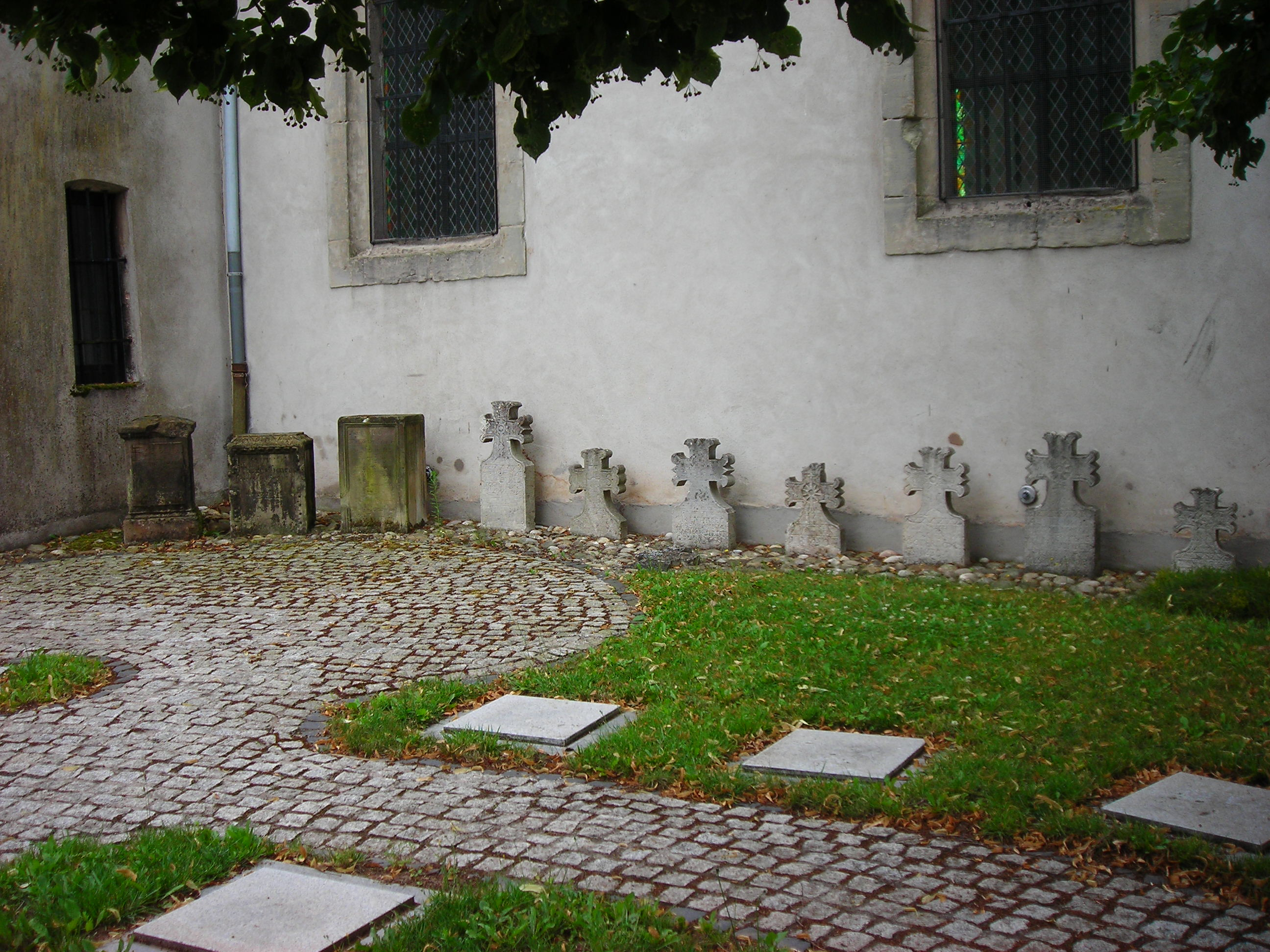
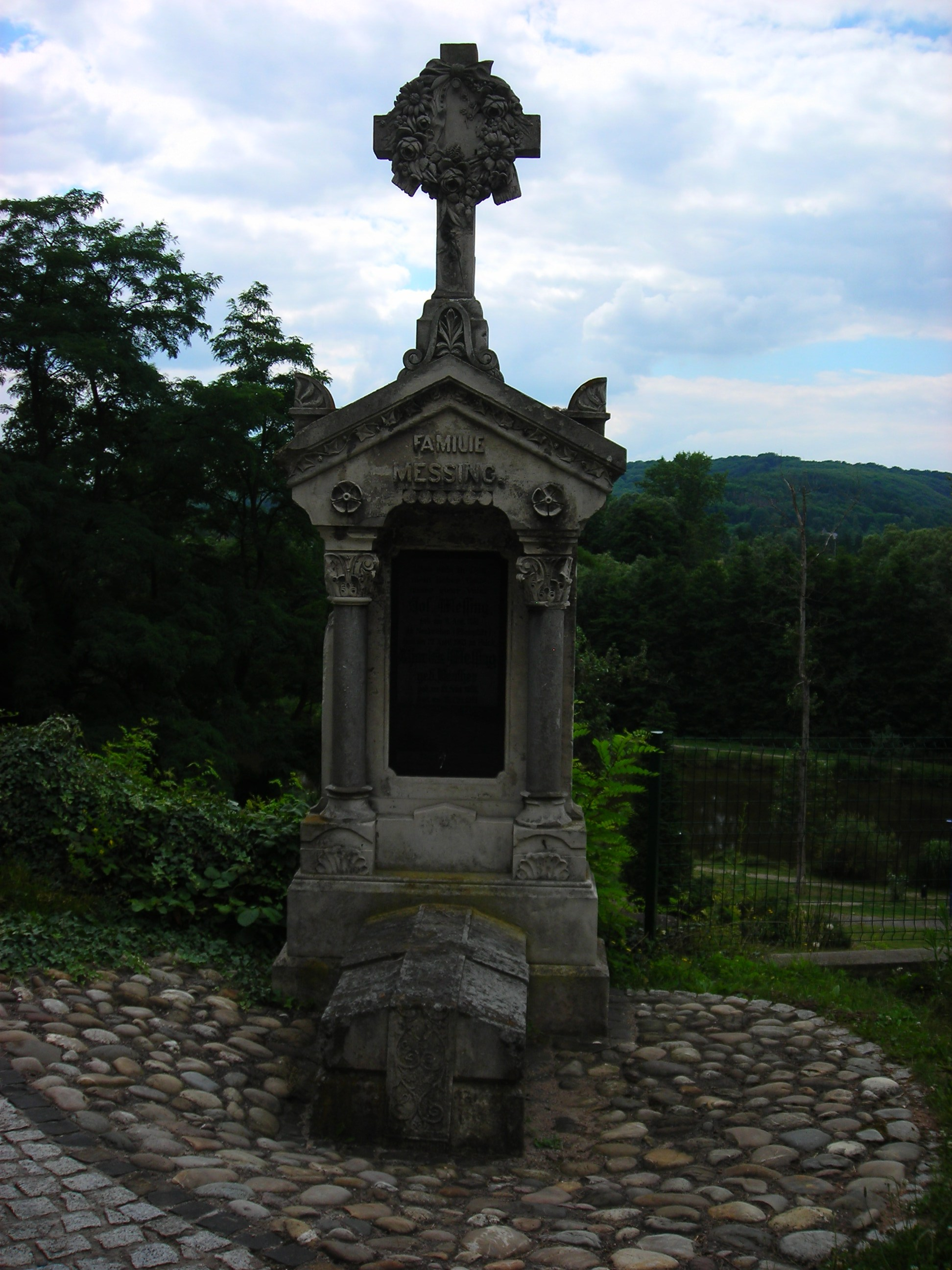
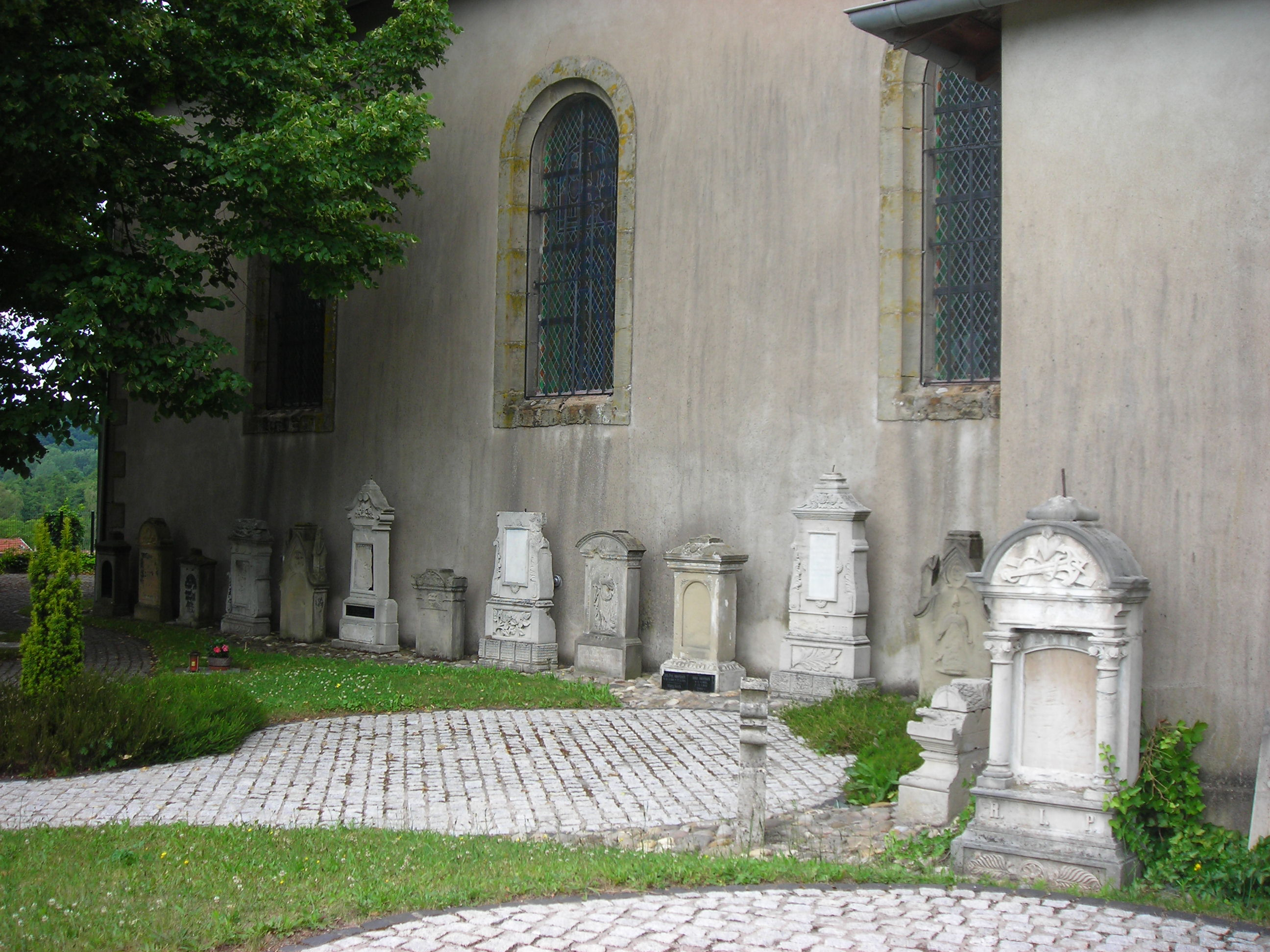
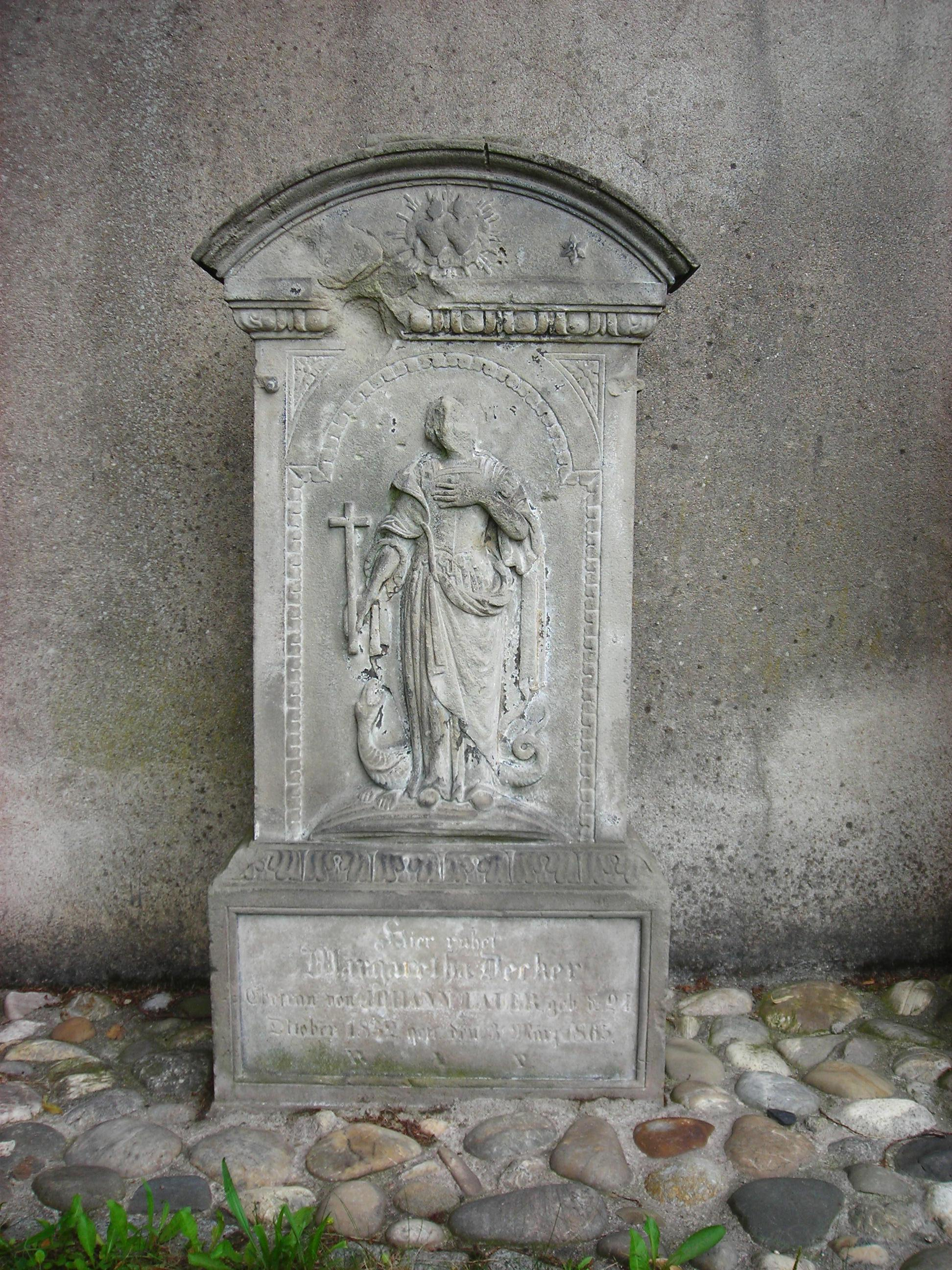
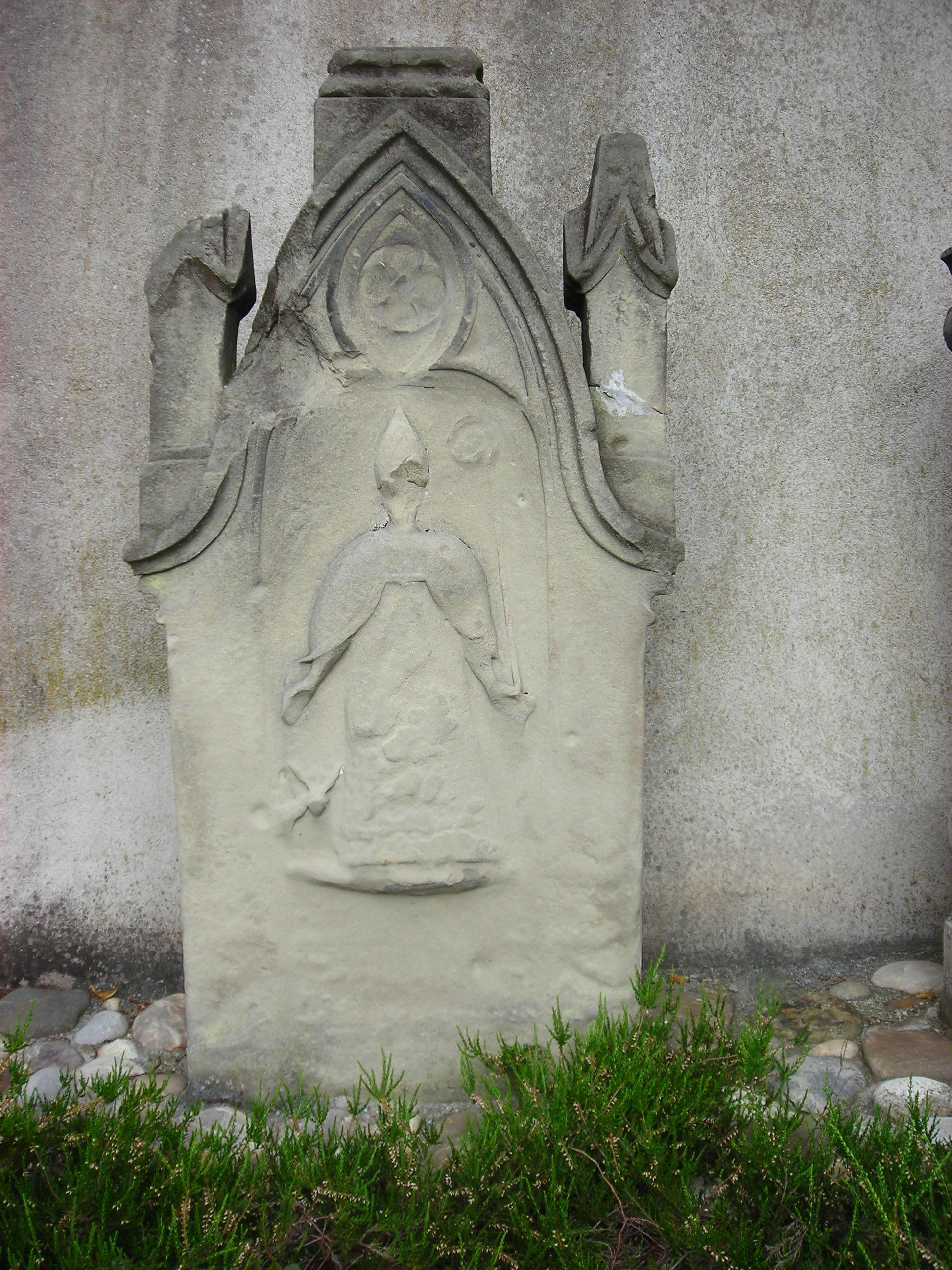